# Стшегом (гмина)
Стшегом (пол. Strzegom) — городско-сельская гмина (волость) в Польше, входит как административная единица в Свидницкий повет (Нижнесилезское воеводство), Нижнесилезское воеводство. Население — 27 220 человек (на 2004 год).

## Демография
| Перепись                       | Всего   | Всего | Женщины | Женщины | Мужчины | Мужчины |
| ------------------------------ | ------- | ----- | ------- | ------- | ------- | ------- |
| Единицы                        | человек | %     | человек | %       | человек | %       |
| Население                      | 27 220  | 100   | 13 948  | 51,2    | 13 272  | 48,8    |
| Плотность населения (чел./км²) | 188,1   | 188,1 | 96,4    | 96,4    | 91,7    | 91,7    |

## Сельские округа
1. Бартошувек
2. Гочалкув
3. Гочалкув-Гурны
4. Годзешувек
5. Граница
6. Гранична
7. Грохотув
8. Ярошув
9. Костша
10. Мендзыжече
11. Модленцин
12. Морава
13. Ольшаны
14. Рогозница
15. Руско
16. Скаржыце
17. Становице
18. Стависка
19. Томковице
20. Весница
21. Желязув
22. Жулкевка

## Соседние гмины
1. Гмина Добромеж
2. Гмина Явожина-Слёнска
3. Гмина Мсцивоюв
4. Свебодзице
5. Гмина Уданин
6. Гмина Жарув